# Zandeind
Zandeind is een buurtschap in de gemeente Goirle in de Nederlandse provincie Noord-Brabant. Het even ten noordwesten van het dorp Riel en dicht bij de buurtschap Looienhoek.
Dorpen: Goirle · Riel 

Buurtschappen: Abcoven · Bakertand · Boschkens · Brakel · Breehees · Looienhoek · Nieuwkerk · Spaansehoek · Vijfhuizen · Zandeind

Noord-Brabant: Steden en dorpen      Nederland: Provincies · Gemeenten